# Maria Quintana
Maria Quintana (* 7. Juli 1966 in Denver, Colorado) ist eine ehemalige US-amerikanische Freestyle-Skierin. Sie war weitgehend auf die Disziplin Aerials (Springen) spezialisiert. In dieser Disziplin wurde sie 1986 in Tignes erste Weltmeisterin. Im Weltcup gewann sie drei Einzelwettkämpfe.

## Biografie
Maria Quintana begann im Alter von fünf Jahren mit dem Skifahren, mit acht Jahren versuchte sie sich erstmals auf der Buckelpiste, mit 15 Jahren wurde sie in den Nachwuchskader des US-Skiverbandes aufgenommen. Sie besuchte die Lowell Whiteman School in Steamboat Springs und während ihrer sportlichen Laufbahn einen prä-medizinischen Lehrgang in Stanford.
Nach dem Schulabschluss wurde Quintana 1983 in die US-Nationalmannschaft einberufen und gab am 13. Januar 1984 in Stoneham ihr Debüt im Freestyle-Skiing-Weltcup. Bereits drei Wochen später konnte sie im Aerials von Courchevel ihren ersten Weltcupsieg feiern. Nachdem sie anfangs in allen Disziplinen gestartet war, konzentrierte sie sich ab Dezember 1984 auf das Springen. Bei den ersten Weltmeisterschaften 1986 in Tignes sorgte sie für Aufsehen, als sie sich im Gegensatz zu ihren Konkurrentinnen für den rund 60 Zentimeter höheren Kicker der Männer entschied. Mit einem zweifachen Rückwärtssalto im finalen Durchgang gewann sie die Goldmedaille.
Wie der Rest ihrer Mannschaft litt Quintana an dem von US-Versicherern und Skigebieten verhängten Verbot von Kopfüber-Tricks und musste daher viel im Ausland trainieren. Ein schriftliches Ansuchen an ihren Kongressabgeordneten blieb erfolglos. Im Vorfeld der Olympischen Spiele 1988 wurde sie in ihrer Heimat als große Favoritin gehandelt, war es ihr doch als erster Frau gelungen, einen dreifachen Rückwärtssalto mit zweifacher Drehung (double twisting triple backflip) einzuüben. Die mit gebrochenem Handgelenk antretende Quintana lag nach dem ersten Sprung dank hohem Schwierigkeitsgrad mit zehn Punkten in Führung. Ohne die Schwierigkeit zu reduzieren, wurde die 21-Jährige im Entscheidungsdurchgang von einer Windböe erfasst und blieb nach schwerem Sturz vorübergehend bewusstlos, aber unverletzt liegen. Während sie auf Rang sieben zurückrutschte, ging Gold unerwartet an ihre Teamkollegin Melanie Palenik.
Danach startete sie nur noch vereinzelt im Weltcup, ehe sie ihre aktive Laufbahn 1991 beendete.

## Zitat
Über das Gefühl bei einem Aerials-Sprung sagte Quintana Folgendes:

“It’s a great feeling when you’re going up. But I like it best when you’re at the highest point. It’s kind of a weightless feeling. You don’t always see everything because it’s all going by so quickly and anyway you’re upside down, but you feel like you have so much time when you’re up there.”

„Es ist ein schönes Gefühl, aufzusteigen. Aber es gefällt mir am besten, am höchsten Punkt zu sein. Es fühlt sich ein bisschen an wie schwerelos. Du siehst nicht immer alles, weil es so schnell an dir vorbeizieht, und bist sowieso kopfüber, aber du fühlst dich, als hättest du so viel Zeit da oben.“

## Erfolge

### Olympische Spiele
- Calgary 1988: 7. Aerials (Demonstrationswettbewerb)

### Weltmeisterschaften
- Tignes 1986: 1. Aerials
- Calgary 1988: 7. Aerials
- Oberjoch 1989: 7. Aerials

### Weltcupwertungen
| Saison  | Gesamt | Gesamt | Aerials | Aerials | Moguls | Moguls | Kombination | Kombination |
| Saison  | Platz  | Punkte | Platz   | Punkte  | Platz  | Punkte | Platz       | Punkte      |
| ------- | ------ | ------ | ------- | ------- | ------ | ------ | ----------- | ----------- |
| 1984    | 21.    | 8      | 9.      | 38      | 18.    | 4      | 11.         | 5           |
| 1984/85 | 12.    | 10     | 4.      | 64      | –      | –      | 9.          | 3           |
| 1985/86 | 18.    | 8      | 5.      | 45      | –      | –      | –           | –           |
| 1986/87 | 14.    | 9      | 5.      | 56      | –      | –      | –           | –           |
| 1987/88 | 23.    | 7      | 9.      | 47      | –      | –      | –           | –           |
| 1989/90 | 56.    | 0      | 21.     | 3       | –      | –      | –           | –           |

### Weltcupsiege
Quintana errang im Weltcup 12 Podestplätze, davon 3 Siege:
| Datum            | Ort         | Land       | Disziplin |
| ---------------- | ----------- | ---------- | --------- |
| 4. Februar 1984  | Courchevel  | Frankreich | Aerials   |
| 20. Januar 1985  | Lake Placid | USA        | Aerials   |
| 22. Februar 1987 | Mariazell   | Österreich | Aerials   |

## Auszeichnungen
- 1986: The Meeker Award[8]